# Кальвария Зебжидовского
Кальвария-Зебжидовска: монастырский архитектурно-парковый комплекс (пол. Manierystyczny zespół architektoniczno-krajobrazowy oraz park pielgrzymkowy w Kalwarii Zebrzydowskiej) — религиозный комплекс (кальвария) в городе Кальвария-Зебжидовска, Польша, включающий строения в духе маньеризма, сады и парк.
Комплекс возведён в XVII веке, когда контрреформация привела к вновь начавшейся постройке многочисленных религиозных сооружений по всей католической Европе, называемых в память об иерусалимской Голгофе (по-польски «Голгофа» — «Kalwaria»). Комплекс в Кальварии-Зебжидовской, наиболее известный в Польше, после ченстоховской Ясной Горы. Ансамбль был включён в список объектов Всемирного наследия ЮНЕСКО на 23-й сессии ЮНЕСКО в 1999 году.

## История
Строительство комплекса началось в 1600 году Николаем Зебжидовским, воеводой краковским, который поставил в этом месте «Часовню распятия», и небольшой костёл Распятия Иисуса Христа, в соответствии с моделью, которую привёз в 1599 году из Иерусалима Иероним Стржале. Два цистерцианских монаха уговорили Зебжидовского расширить ансамбль и возвести ещё часовни и другие сооружения, которые своими посвящениями свяжут данный комплекс с христианскими святынями в Иерусалиме, и которые будут предназначены для паломничества. Возведение комплекса базировалось на представлении о внешнем виде Иерусалима, во времена Иисуса. 24 часовни представляют собой страсти христовы и 14 стояний крёстного пути Иисуса Христа, соединённые дорогой через лес и были отмечены крестами. Эти кресты в 1605-1632 годах заменялись часовнями. Бельгийский архитектор, который отвечал за их возведение, строил их в стиле маньеризма, присущего Нижним землям того времени. В 1632 году комплекс был окружён стеной, отмечающей границы освящённого места и проложена сеть дорожек, соединяющих 10 часовен, связанных с темой Девы Марии.
В дальнейшем было добавлено ещё 9 часовен, а «Мост ангелов» заменён зданием в 1907 году.
Базилика Девы Марии от ангелов и цисторианский монастырь были закончены к 1609 году. В 1654-1656 годах монастырь был значительно расширен и получил вид замка в стиле барокко. Вплотную к нему была возведена часовня распятия, также в стиле барокко. окончательный вид монастырь получил в 1692-1720 годах. В 1887 году в базилику была помещена чудотворная икона Девы Марии, называемая «Кальварийской Богоматерью».
В начале XVIII века семейство Чарторыжских построило замок на землях прилегающих к базилике, который был сильно разрушен в XIX веке. После Второй мировой войны земли замка перешли в собственность польского правительства, которое создало здесь теологическую школу. В 1947 году возобновились религиозные обряды, прекратившиеся после австрийского завоевания в результате разделов Польши, в 1772 году. Важнейшие обряды проходят на Пасху и Вознесение Богоматери.
Папы римские Иоанн Павел II и Бенедикт XVI посещали комплекс. Статуя Иоанна Павла II установлена у входа в базилику.

## Архитектура
Комплекс расположен между горами Жар и Ланцкоронска, значительно облеснёнными. На склонах обеих гор находятся остатки укреплённых средневековых замков. Здания комплекса построены с использованием природных условий места и представляют собой классическую маньеристскую схему, соединяющую французский парк и постройки в стиле итальянского ренессанса. Парк имеет эллипсическую форму и занимает площадь в 4 км². Из различных мест в парке открываются красивые виды на Татры и Краков.
Архитектура всех сооружений различна и привязана к событиям, которым они посвящены. Например часовня сердца Богоматери построена в форме сердца. Ряд сооружений имеют простую архитектуру, как например эллипсический дом Каиафы, а ряд зданий более сложной архитектуры. Например дом Богоматери построен в форме треугольника с полукруглыми пристройками, а дом Понтия Пилата имеет форму греческого креста.